# (793) Arizona
(793) Arizona – planetoida z pasa głównego asteroid okrążająca Słońce w ciągu 4 lat i 248 dni w średniej odległości 2,8 au. Została odkryta 9 kwietnia 1907 roku w Lowell Observatory (Anderson Mesa Station) przez Percivala Lowella. Nazwa planetoidy pochodzi od stanu Arizona, gdzie znajduje się Lowell Observatory ufundowane przez Percivala Lowella.